# Гербель, Ольга Ивановна
О́льга Ива́новна Ге́рбель (урожденная Соколова; 1840—1883) — переводчица

, жена русского поэта Николая Васильевича Гербеля.

## Биография
О её детстве информации практически не сохранилось, да и прочие биографические сведения о ней очень скудны и отрывочны; известно лишь, что Ольга Соколова родилась в 1840 году.
Вышла замуж 3 апреля 1863 года за поэта-дворянина Николая Васильевича Гербеля, после чего и начала усердно заниматься литературой, главным образом помогая мужу в переводах и изданиях, предпринимаемых им.
В 1877 году она уже самостоятельно перевела трагедию Байрона «Вернер, или Наследство». Этот перевод был помещен в IV томе «Сочинений Байрона в переводе русских писателей».
Будучи верным другом и помощником в широко задуманных изданиях мужа, Ольга Ивановна Гербель не перенесла его психического заболевания и смерти и умерла 23 ноября (5 декабря) 1883 года, несколько месяцев спустя после смерти супруга. Они были похоронены вместе, недалеко от имения Соколовых на кладбище села Бабурино Чернского уезда Тульской губернии (ныне Плавский район, Тульская область).